# BNXT League
De BNXT League is een professionele basketbalcompetitie in België en Nederland. De competitie is het eerste niveau in zowel Nederland als België en verving in 2021 de Eredivisie en de Pro Basketball League. Er wordt ook voor de start van elk seizoen een BNXT Supercup gespeeld tussen de nationale kampioenen.

## Geschiedenis
Op 10 december 2020 werd bekend dat de Pro Basketball League en de Eredivisie zouden fuseren tot een nieuwe multinationale competitie. Alle clubs van de Nederlandse Eredivisie stemden voor, terwijl 9 van de 10 teams in België voor de beslissing stemden. Er waren serieuze gesprekken over het initiatief gaande sinds het najaar van 2019. Op 20 mei 2021 werden de nieuwe naam "BNXT League" en het logo van de competitie bekendgemaakt.
Het eerste seizoen begon tijdens de coronapandemie, waardoor er heel wat wedstrijden achter gesloten deuren gespeeld moesten worden. In het eerste seizoen werd Oostende Belgisch kampioen, Den Bosch werd Nederlands kampioen en Leiden werd BNXT-kampioen. Na het eerste seizoen verloor The Hague Royals hun licentie. Na het seizoen 2022/23 verdween BC Apollo Amsterdam nadat ze hun budget niet rond kregen en maakte Aris Leeuwarden een doorstart als LWD Basket. Na het seizoen 2024/25 kreeg Liège Basket het budget niet rond na het vertrekken van de Amerikaanse eigenaar.
Aan het einde van het seizoen degradeerde QSTA United uit de BNXT League en werd Kangoeroes Mechelen kampioen.

## Competitieopzet
De competitie bestond tot en met het BNXT League-seizoen 2023/24 uit verschillende etappes met eerst een nationale fase in beide landen, gevolgde door een cross-border fase met een Elite Gold en Elite Silver. Na de cross-border fase volgden dan de nationale play-offs en afsluitend is er de BNXT finale.
Voor het BNXT League-seizoen 2024/25 werd er een vernieuwd format geïntroduceerd, waarbij de 19 Belgische en Nederlandse teams vanaf de eerste speeldag deelnamen aan één volledige competitie van 38 speeldagen met heen- en terugmatches. De ploeg die na 38 speeldagen bovenaan eindigde, werd BNXT-kampioen. Na de reguliere competitie strijden in België de beste 8 teams in de play-offs voor het nationaal kampioenschap, terwijl in Nederland de beste 6 dat doen. Daarnaast is dit seizoen degradatie ingevoerd: de laatste ploeg degradeert naar de tweede klasse van het eigen land. De BNXT League streeft ernaar in 2025/26 met achttien teams verder te gaan, met een toekomstvisie van zestien ploegen.

## Teams
De volgende teams spelen in het seizoen 2024-2025:
| Club                | Locatie          | Arena                          | Capaciteit | Ontstaan  | Landstitels |
| Nederland           | Nederland        | Nederland                      | Nederland  | Nederland | Nederland   |
| ------------------- | ---------------- | ------------------------------ | ---------- | --------- | ----------- |
| Den Bosch Heroes    | 's-Hertogenbosch | Maaspoort                      | 2.800      | 1952      | 18          |
| Den Helder Suns     | Den Helder       | Sporthal Sportlaan             | 1.000      | 1981      | 6           |
| Donar               | Groningen        | MartiniPlaza                   | 4.350      | 1951      | 7           |
| LWD Basket          | Leeuwarden       | Kalverdijkje                   | 1.700      | 2004      | –           |
| ZZ Leiden           | Leiden           | Sportcomplex 1574              | 2.435      | 1958      | 6           |
| Rotterdam City      | Rotterdam        | Topsportcentrum Rotterdam      | 2.500      | 1954      | –           |
| BA Limburg          | Weert            | Sporthal Boshoven              | 1.000      | 2013      | –           |
| Landstede Hammers   | Zwolle           | Landstede Sportcentrum         | 1.200      | 1995      | 1           |
| België              |                  |                                |            |           |             |
| Okapi Aalst         | Aalst            | Okapi Forum                    | 2.800      | 1949      | –           |
| Antwerp Giants      | Antwerpen        | Lotto Arena                    | 5.218      | 1995      | 1           |
| Union Mons-Hainaut  | Bergen           | Mons.Arena                     | 4.000      | 1959      | –           |
| Brussels Basketball | Brussel          | Complexe de Neder-Over-Hembeek | 1.200      | 1957      | –           |
| Spirou Charleroi    | Charleroi        | Dôme                           | 6.200      | 1989      | 10          |
| Limburg United      | Hasselt          | Alverberg Sporthal             | 1.730      | 2014      | –           |
| Kortrijk Spurs      | Kortrijk         | Sportcampus Lange Munte        | 2.400      | 2019      | –           |
| Leuven Bears        | Leuven           | Sportoase                      | 3.400      | 1999      | –           |
| Mechelen Kangoeroes | Mechelen         | Winketkaai                     | 1.500      | 2009      | –           |
| BC Oostende         | Oostende         | COREtec Dôme                   | 5.000      | 1970      | 26          |

## Sponsoring
Op 10 september 2021 kondigde de competitie haar eerste naamsponsoring aan toen het Belgische gokbedrijf betFirst tekende om naamsponsor te worden voor 3 seizoenen. Later verviel deze partnership en werden 2 nieuwe deals gesloten. Een met 711 voor de Nederlandse markt en 1 met Peppermill Casino voor de Belgische markt. Zij tekenden tot het ingaan van het reclameverbod voor kansspelen dat ingaat op 1 januari 2025.

## Uitzendingen
BNXT biedt de mogelijkheid aan alle wedstrijden te bekijken via stream op BNXT.TV. 
In België is het ook mogelijk om de wedstrijden via Proximus, PlaySports en Voo Sport. Bij Proximus Pickx kan dit door middel van een Pickx Sports abonnement aan te schaffen. Bij Telenet kan dit met een Play Sports abonnement. 
In Nederland wordt van elke speelronde 1 wedstrijd uitgezonden op Ad.nl.

## Resultaten
| Seizoen | Kampioen            | Score   | Runner-up       | Systeem                        |
| ------- | ------------------- | ------- | --------------- | ------------------------------ |
| 2021/22 | ZZ Leiden           | 146-142 | Donar Groningen | playoffs, enkele finale        |
| 2022/23 | ZZ Leiden           | 2-1     | BC Oostende     | playoffs, best-of-three finale |
| 2023/24 | BC Oostende         | 2-0     | ZZ Leiden       | playoffs, best-of-three finale |
| 2024/25 | Kangoeroes Mechelen | –       | Kortrijk Spurs  | regulier seizoen               |

| Club                | Stad      | Titels | Runner-up | Jaren gewonnen   | Jaren runner-up |
| ------------------- | --------- | ------ | --------- | ---------------- | --------------- |
| ZZ Leiden           | Leiden    | 2      | 1         | 2021/22, 2022/23 | 2023/24         |
| BC Oostende         | Oostende  | 1      | 1         | 2023/24          | 2022/23         |
| Kangoeroes Mechelen | Mechelen  | 1      | –         | 2024/25          | –               |
| Donar               | Groningen | –      | 1         | –                | 2021/22         |
| Kortrijk Spurs      | Kortrijk  | –      | 1         | –                | 2024/25         |

| 2021/22 | BC Oostende | 3-1 | Kangoeroes Mechelen | Heroes Den Bosch | 3-2 | ZZ Leiden        |
| 2022/23 | BC Oostende | 3-1 | Antwerp Giants      | ZZ Leiden        | 3-2 | Donar Groningen  |
| 2023/24 | BC Oostende | 3-1 | Antwerp Giants      | ZZ Leiden        | 3-1 | Heroes Den Bosch |
| 2024/25 | BC Oostende | 3-1 | Kangoeroes Mechelen | Heroes Den Bosch | 3-0 | ZZ Leiden        |

Voor een volledig overzicht, zie Lijst van Belgische kampioenen herenbasketbal en Lijst van Nederlandse kampioenen herenbasketbal
Aalst · Antwerpen · Bemmel · Bergen · Brussel · Charleroi · Den Bosch · Den Helder · Groningen · Hasselt · Kortrijk · Leeuwarden · Leiden · Leuven · Mechelen · Oostende · Rotterdam · Weert · Zwolle
American football · Atletiek (indoor · outdoor · 10 km · 1/2 marathon · marathon · veldlopen · meerkamp) · Autosport (rally) · Badminton · Basketbal (heren · dames) · Baseball · Beachvolleybal · Biljart (driebanden) · Dammen · Futsal · Gymnastiek (acro · trampoline) · Handbal (heren · dames) · Hockey (heren · dames) · IJshockey · Korfbal (zaal · veld) · Krachtbal · Kunstschaatsen · Motorcross (trial · zijspan) · Schaatsen · Schaken · Snooker · Squah · Strandvoetbal · Triatlon (sprint · middenafstand · olympische afstand · mixed relay · ploegen · cross) · Voetbal (heren · dames) · Waterskiën (racing) · Volleybal (heren · dames) · Wielrennen (tijdrijden · weg · piste · gravel · veld · mountainbike · BMX) · Zaalhockey (heren · dames) · Zaalvoetbal